# 202093 Jogaila
202093 Jogaila este o planetă minoră (asteroid) din centura de asteroizi. A fost descoperită pe 11 octombrie 2004 la Molėtų astronomijos observatorija⁠(d) de  și a fost numită după Vladislav al II-lea al Poloniei. 
Obiectul prezintă o orbită caracterizată de o semiaxă mare de 2,7970702818401 UAi, o excentricitate de 0,033297641673116, o înclinație de 4,5947477277295 ° în raport cu ecliptica.